# Su Hanchen
Su Hanchen (蘇漢臣T, 苏汉臣S, Sū HànchénP; fl. XII secolo) è stato un pittore cinese.
Pittore cinese del XII secolo, fu allievo di Liu Zonggu.
Fu protetto dall'imperatore Hui Zong che lo elevò ad alte cariche.
L'artista trattò particolarmente la figura umana e di alcune sue opere ci sono giunte diverse copie.
Sotto l'imperatore Xiao Zong, venne nominato "Gentiluomo di fiducia" (承信郎S, Chéng xìn lángP) grazie ai suoi dipinti buddisti. La sua capacità di raffigurare e cogliere lo spirito innocente dei bambini che giocano, immersi in una sfuggente pace interiore, lo rende uno dei più grandi maestri di questo genere.
I suoi celebri affreschi nel tempio buddista di Wusheng e nel tempio taoista di Xianying della città di Hangzhou sono purtroppo scomparsi. Su un ventaglio conservato al Museo d'Arte antica di Boston vi è tuttavia, firmato, un suo dipinto che rappresenta una Giovane donna davanti allo specchio.